# Josef Zimmermann (Weihbischof)
Josef Zimmermann (* 19. März 1901 in Langwied; † 29. Dezember 1976 in Augsburg) war von 1952 bis 1972 Weihbischof in Augsburg.

## Leben

### Ausbildung
Josef Zimmermann wurde am 19. März 1901 in Langwied, einem kleinen Dorf westlich von München, als Sohn eines Landwirtes geboren. Nach dem Besuch des Gymnasiums studierte er Theologie und wurde am 31. Oktober 1926 zum Priester in seiner Heimatdiözese Augsburg geweiht. In der darauffolgenden Zeit betreute er verschiedene Pfarrgemeinden, unter anderem die Pfarrei Kissing, deren Bombardierung Josef Zimmermann durch Verhandlungen mit den alliierten Streitkräften verhindern konnte.

### Theologe
In zwei Schriften stellte er 1941 und 1949 die These auf, die innergöttliche Beziehung des Heiligen Geistes zu Vater und Sohn lasse sich auch einfachen Gläubigen leicht erklären: „Eros und Amor sind Maskulina, Agape und Caritas Feminina. Dürfen wir diese beiden polaren Tätigkeiten um das Gute, die im Menschenleben eine so große Rolle spielen, auf das innergöttliche Leben anwenden? Wir dürfen es, denn 'Gott schuf den Menschen als sein Bild. Als Gottes Bild schuf er ihn. Er schuf sie als Mann und als Weib.' Warum dürften wir aus diesem Satz nicht herauslesen, daß der Mensch nicht bloß als Einzelperson oder gar nur als Mann, sondern gerade in der Eigenart seiner geschlechtlichen Zweieinheit ein Abbild Gottes ist? Wir machen ja nicht den Menschen zum Maßstab Gottes, sondern suchen vom Ewigen, Unendlichen als vom Urquell und der Fülle allen Lebens her das Rätsel des Menschen zu deuten“ (1949,47).
Indem er Gottes Heilige Geistkraft weiblich nannte, hat er als erster (nicht das Wort, wohl aber) den Begriff Göttin ins katholische Denken eingeführt, damals öffentlich unwidersprochen, weil die Revolution nicht auffiel, später von der feministischen Theologie vergessen. Während des Konzils im Germanikum wohnend, gab er seinen Glauben in manchem Gespräch weiter.

### Weihbischof in Augsburg
Am 28. November 1952 wurde Josef Zimmermann zum Weihbischof des Bistums Augsburg und zum Titularbischof von Cerynia ernannt. Seine Bischofsweihe erfolgte am 25. Januar 1953 durch den Augsburger Bischof Joseph Freundorfer. Mitkonsekratoren waren die Weihbischöfe Johannes Neuhäusler aus München und Artur Michael Landgraf aus Bamberg.
In die Amtszeit von Josef Zimmermann fiel unter anderem das Zweite Vatikanische Konzil. Als Teilnehmer an allen vier Sitzungsperioden gehörte er zu den Bischöfen, die das gesamte Konzil miterleben und mitgestalten konnten. Josef Zimmermann kann dabei zum Lager der progressiven Kräfte gezählt werden, das eine Reform und Öffnung der Kirche forderte, wie seinen Tagebucheinträgen entnommen werden kann. Diese verfasste er für die Augsburger Kirchenzeitung, später wurden sie als Buch (Titel: Erlebtes Konzil) veröffentlicht.
Am 1. März 1972 nahm Papst Paul VI. das Rücktrittsgesuch des inzwischen 71-jährigen Josef Zimmermann an. Am 29. Dezember 1976 starb Josef Zimmermann mit fast 76 Jahren in Augsburg und wurde wenige Tage später im Augsburger Dom begraben.

### Ehrungen
Mit einem feierlichen Festakt wurde zum 100. Geburtstag und 25. Todestag von Weihbischof Josef Zimmermann eine Ausstellung im Kissinger Rathaus gezeigt. Hervorgehoben wurden dabei seine Verdienste besonders in den schwierigen Zeiten des Zweiten Weltkrieges, wo Josef Zimmermann die Gemeinde vor der Zerstörung bewahrte. Die Gemeinde Kissing verlieh dem späteren Weihbischof dafür die Ehrenbürgerwürde.
Der Bayerische Verdienstorden wurde ihm 1963 verliehen.

## Veröffentlichungen
- Erlebtes Konzil: Briefe vom 2. Vatikanischen Konzil 1962–1965. Augsburg: Winfried-Werk 1966
- Die psychologische Trinitätserklärung. Als Manuskript gedruckt Mering 1941
- Trinität Schöpfung Übernatur. Regensburg: Pustet 1949
- Sternbriefe. 1. Das mächtige Zeichen. Augsburg: Winfried-Werk 1955
- Sternbriefe. 2. Zu dir erwach ich ... Augsburg: Winfried-Werk 1955
- Sternbriefe. 3. Vom Leben. Augsburg: Winfried-Werk 1955
- Sternbriefe. 4. Begegnung. Augsburg: Winfried-Werk 1955
- Sternbriefe. 5. Der dreifaltige Gott. Augsburg: Winfried-Werk 1955
- Sternbriefe. 6. Sein wie Gott. Augsburg: Winfried-Werk 1955
- Sternbriefe. 7. Macht und Liebe. Augsburg: Winfried-Werk 1955
- Sternbriefe. 8. In höherem Auftrag. Augsburg: Winfried-Werk 1955
- Sternbriefe. 9. Auf den Spuren des Dreifaltigen. Augsburg: Winfried-Werk 1956
- Sternbriefe. 10. Es werde!. Augsburg: Winfried-Werk 1956
- Sternbriefe. 11. Freiheit. Augsburg: Winfried-Werk 1956
- Sternbriefe. 12. Gottes Allmacht und menschliche Freiheit. Augsburg: Winfried-Werk 1956
- Sternbriefe. 13. Das Geheimnis der Bosheit. Augsburg: Winfried-Werk 1956
- Sternbriefe. 14. Vorsehung und Leid. Augsburg: Winfried-Werk 1956
- Sternbriefe. 15. Vorherbestimmt. Augsburg: Winfried-Werk 1956
- Sternbriefe. 16. Zeichen der Auserwählung. Augsburg: Winfried-Werk 1956
- Sternbriefe. 17. Das dritte Auge. Augsburg: Winfried-Werk 1956
- Sternbriefe. 18. Gotteskraft. Augsburg: Winfried-Werk 1957
- Sternbriefe. 19. Vom Geist durchglüht. Augsburg: Winfried-Werk 1957
- Sternbriefe. 20. Hilfe von oben. Augsburg: Winfried-Werk 1957